# Serrat de Sant Nazari
El Serrat de Sant Nazari és una serra situada al municipi d'Oristà a la comarca del Lluçanès, amb una elevació màxima de 602 metres.